# Sinuruik
Sinuruik is een bestuurslaag in het regentschap West-Pasaman van de provincie West-Sumatra, Indonesië. Sinuruik telt 6952 inwoners (volkstelling 2010).